# Tonk (Meteorit)
Koordinaten: 24° 39′ 0″ N, 76° 52′ 0″ O
Tonk ist ein kleiner Meteorit vom Typ Kohliger Chondrit (kohlenstoffhaltiger Chondrit), der 1911 ca. 230 km südlich der Stadt Tonk in Indien niederging. Trotz seiner geringen Größe wird er aufgrund seiner Ähnlichkeit mit der Zusammensetzung des frühen Sonnensystems häufig in Studien einbezogen.
Der Meteorit ist auch als Chhabra oder Jhalrapatan bekannt.

## Zusammensetzung und Klassifikation
Der Meteorit besteht aus Fragmenten, die zusammen 7,7 g wiegen und am 22. Januar 1911 gegen Mittag Ortszeit in der Nähe der Stadt Tonk in Indien niedergingen.
Er ist einer von mindestens fünf bekannten Meteoriten, die zur Gruppe der CI-Chondrite gehören. 
Diese Gruppe zeichnet sich durch eine Verteilung der chemischen Elemente aus, die abgesehen von den nicht vorhandenen flüchtigen Elementen wie Kohlenstoff, Wasserstoff, Sauerstoff, Stickstoff und den Edelgasen eine sehr große Ähnlichkeit mit der des Sonnennebels aufweist.
Bemerkenswerterweise ist der Meteorit jedoch mit ebenfalls flüchtigem (volatilem) Quecksilber stark angereichert, das im Sonnennebel nicht vorkommt.
Dies ist einer der Hauptgründe für das „Quecksilber-Paradoxon“, wonach die Häufigkeiten von Quecksilber in Meteoriten nicht den aufgrund seiner flüchtigen Natur und seinen Isotopenverhältnissen erwarteten Werten im Sonnennebel entsprechen.
Aufgrund dieser Merkmale wird der Meteorit trotz seiner geringen Größe häufig in meteorologische Studien einbezogen. 
An Mineralien enthält der Meteorit Dolomit, Magnesit, Magnetit, Pentlandit und Pyrrhotit.
An organischen Stoffen wurden in dem Meteorit aliphatische Kohlenwasserstoffe gefunden.
Ein in der Zusammensetzung ähnlicher Meteorit ist der Alais-Meteorit.